# Леслі Годфрі
Леслі Годфрі (англ. Leslie Godfree; 27 квітня 1885 — 17 листопада 1971) — колишній британський тенісист.
Перемагав на турнірах Великого шолома в парному та змішаному парному розрядах.

## Фінали турнірів Великого шолома

### Парний розряд (1 перемога)
| Результат | Рік  | Турнір               | Покриття | Партнер         | Суперники                       | Рахунок            |
| --------- | ---- | -------------------- | -------- | --------------- | ------------------------------- | ------------------ |
| Перемога  | 1923 | Вімблдонський турнір | Трава    | Рендолф Лайсетт | Мануель де Гомар Едуардо Флакер | 6–3, 6–4, 3–6, 6–3 |

### Мікст: (1–2)
| Результат | Рік  | Турнір               | Покриття | Партнер               | Суперники                           | Рахунок       |
| --------- | ---- | -------------------- | -------- | --------------------- | ----------------------------------- | ------------- |
| Поразка   | 1924 | Вімблдонський турнір | Трава    | Дороті Шеферд-Баррон  | Кетлін Маккейн-Годфрі Браян Ґілберт | 3–6, 6–3, 3–6 |
| Перемога  | 1926 | Вімблдонський турнір | Трава    | Кетлін Маккейн-Годфрі | Мері Браун Говард Кінсі             | 6–3, 6–4      |
| Поразка   | 1927 | Вімблдонський турнір | Трава    | Кетлін Маккейн-Годфрі | Елізабет Раян Френсіс Гантер        | 6–8, 0–6      |